# Weilerhof (Niederstetten)
Weilerhof ist ein Wohnplatz auf der Gemarkung des Niederstettener Stadtteils Oberstetten im Main-Tauber-Kreis im fränkisch geprägten Nordosten Baden-Württembergs.

## Geographie
Der Wohnplatz befindet sich etwa 2,5 Kilometer südsüdwestlich von Oberstetten in der Nähe der Gemarkungsgrenze von Niederstetten (Main-Tauber-Kreis) und Schrozberg (Landkreis Schwäbisch Hall).

## Geschichte
Der Wohnplatz kam als Teil der ehemals selbständigen Gemeinde Oberstetten am 1. Januar 1972 zur Stadt Niederstetten.

## Kulturdenkmale
Kulturdenkmale in der Nähe des Wohnplatzes sind in der Liste der Kulturdenkmale in Niederstetten verzeichnet.

## Verkehr
Der Ort ist über eine von der K 2661 abzweigende Straße sowie über eine von der L 1001 abzweigende Straße zu erreichen.